# Eburodacrys raripila
Eburodacrys raripila är en skalbaggsart som beskrevs av Bates 1870. Eburodacrys raripila ingår i släktet Eburodacrys och familjen långhorningar. Inga underarter finns listade i Catalogue of Life.